# حارة مدينة السبعين (صنعاء)

تعديل مصدري - تعديل

حارة مدينة السبعين هي إحدى حارات حي السواد الشمالي بمديرية السبعين إحد مديريات العاصمة اليمنية صنعاء، بلغ تعداد سكانها 3431 نسمة حسب تعداد اليمن لعام 2004.